# Wimy
Wimy é uma comuna francesa na região administrativa de Altos da França, no departamento de Aisne. Estende-se por uma área de 12,04 km². Em 2010 a comuna tinha 504 habitantes (densidade: 41,9 hab./km²).